# イオンモール久御山
イオンモール久御山（イオンモールくみやま）は、京都府久世郡久御山町にあるイオンモールが運営するモール型ショッピングセンターである。
本項ではイオンモール久御山の核店舗であるイオン久御山店、イオンシネマ久御山の他、イオンモール久御山に隣接するイオンタウン久御山（イオングループのイオンタウンが運営）に付いても記述する。

## 概要
1999年（平成11年）、核店舗のジャスコ久御山店とイオンシネマ久御山からなる大型ショッピングセンターとして開業した。また当地がイオングループが運営するシネマコンプレックスの1号店となった。
開業以前は京阪電気鉄道が資材置き場と使用していた用地であり、1986年（昭和61年）ごろからショッピングセンターを当地に開発する計画は存在したが、大規模小売店舗法による規制により具現化には至らず、その後も周辺自治体からの抵抗が根強かったため、開店計画が遅れた。
開業当時の名称は「ジャスコ久御山ショッピングセンター」であったが、2011年（平成23年）3月1日にイオングループの店舗再編に伴い「イオン久御山ショッピングセンター」に改称された。2012年（平成24年）に従来の平面駐車場の南半分を閉鎖して増築が行なわれた。4月5日に増床グランドオープンとなり、合わせて「イオンモール久御山」に改称された。
土地・建物の所有者は京阪ホールディングス（旧「京阪電気鉄道」）であり、同社グループにおける名称や大規模小売店舗立地法により届け出ている名称は「久御山ショッピングタウン」である。開業以来イオンリテールが管理・運営していたが、イオングループ内の事業再編により2013年（平成25年）11月1日にイオンモールへ移管された。
駐車場Cゾーンそばに電気自動車急速充電器・普通充電器が設置されている。

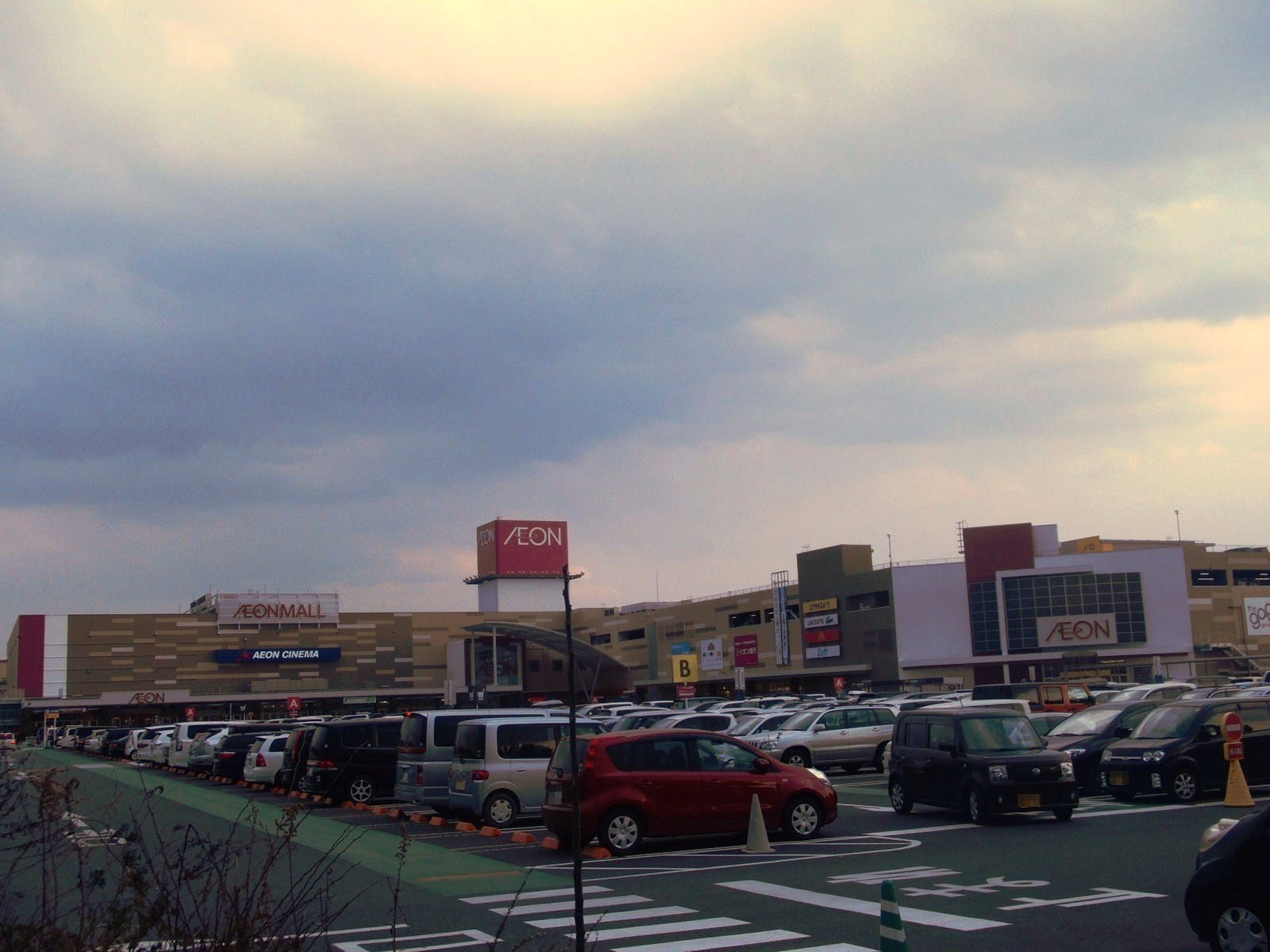
イオンモール久御山プレオープン時の外観（2012年3月）。

### イオン久御山店
1999年（平成11年）、ジャスコ久御山店として開業した。6月29日にプレオープン、翌月7月2日にグランドオープンとなった。2011年3月1日にイオングループの店舗再編に伴い、イオン久御山店に改称された。
出店計画書によると、商圏は店舗から5㎞に設定されており、商圏人口は約30万人である（京都市伏見区、宇治市、城陽市、京田辺市、八幡市、長岡京市、大山崎町の一部）。

### イオンシネマ久御山
イオンシネマの第1号館で京都府初のシネマコンプレックスになる。ジャスコ久御山店のプレオープンと同日の1999年（平成11年）6月29日に開業した。
スクリーン数はシネマ1-シネマ8までの8スクリーンがあり、シネマ1が最も座席数が多い。2015年（平成27年）4月1日現在の8フロアの座席数の合計は1,826席となっている。
イオンシネマズが運営していた近畿地方唯一のシネマコンプレックスだったが、2013年（平成25年）7月1日よりイオンエンターテイメントが運営している。
商圏人口は自動車の30分圏内の人口である115万人に設定されており、各店舗の30万人を大幅に超える。
| No. | 座席数 | 座席数 | Size | Size | 備考                       |
| No. | 通常   | 車椅子 | 縦   | 横   | 備考                       |
| --- | ------ | ------ | ---- | ---- | -------------------------- |
| 1   | 510    | 2      | 7.3  | 17.0 |                            |
| 2   | 257    | 2      | 5.3  | 12.5 | 3D／ハイフレームレート対応 |
| 3   | 162    | 2      | 4.5  | 8.3  |                            |
| 4   | 284    | 2      | 5.0  | 12.0 |                            |
| 5   | 197    | 2      | 4.6  | 11.0 |                            |
| 6   | 122    | 2      | 4.0  | 7.4  |                            |
| 7   | 122    | 2      | 4.0  | 7.4  | 3D対応                     |
| 8   | 172    | 2      | 4.7  | 8.7  | 3D対応                     |

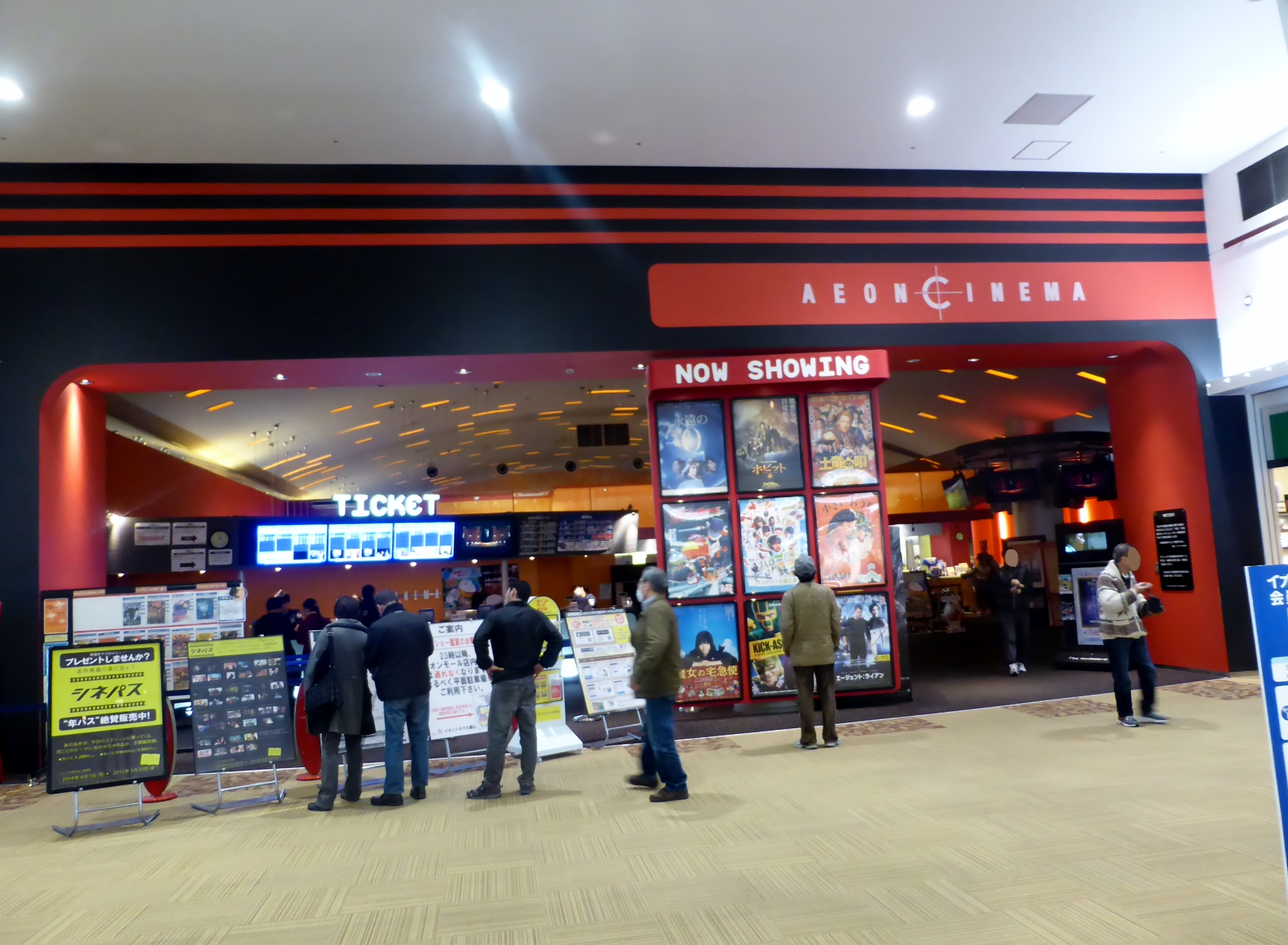
イオンモール久御山への改装後の劇場入口（2014年3月）
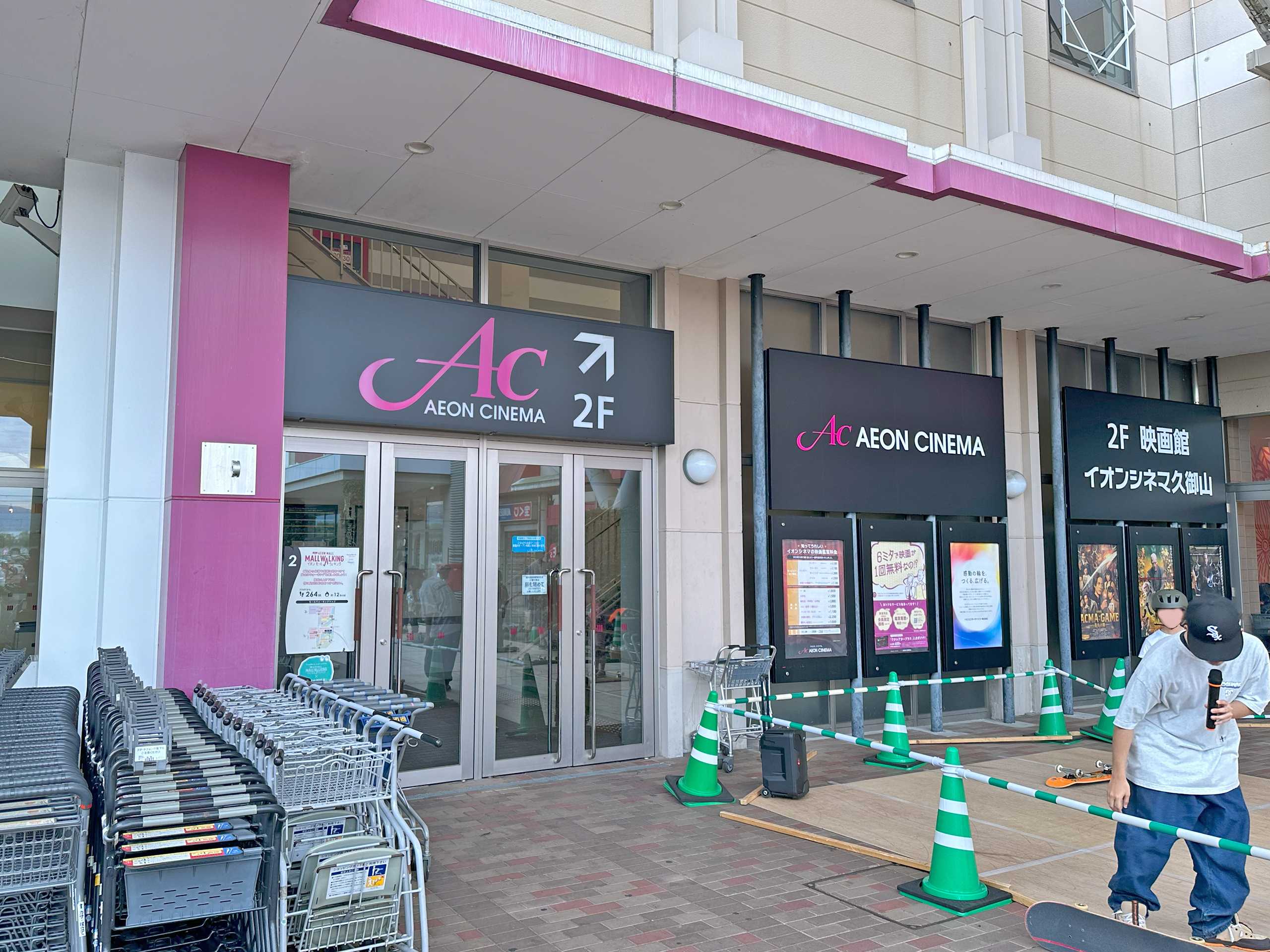
このゲートを入って階段を上るとイオンシネマ久御山に到着する（2024年10月）
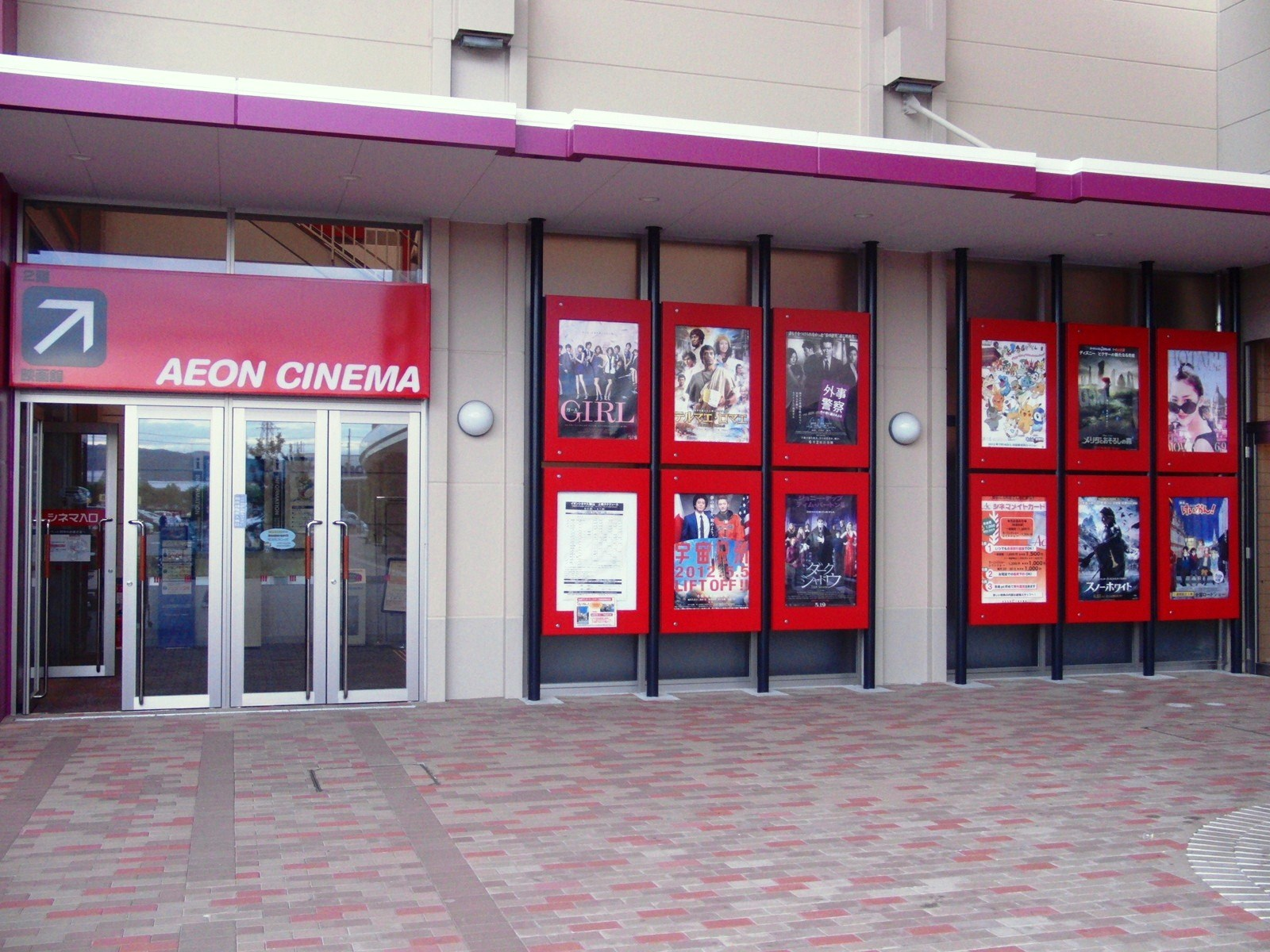
イオンモール久御山への改装後の同ゲート（2012年6月）

### イオンタウン久御山
イオンタウンの運営する大型複合店舗である。イオンモール久御山には道路を挟んで隣接している。開業以前は水田地帯であった。ロック開発により開発され、2000年（平成12年）10月の開業時の名称は「ロックタウン久御山」であったが、2011年（平成23年）9月1日に「イオンタウン久御山」に改称された。
当初計画では3階建であったが、容積率を3割削減したため、2階建に変更した。
2015年現在、エディオン、アカチャンホンポ、ニトリなど、合計9店舗と2金融機関のATMが設置されている。
|       | 2013年                               | 2014年                 | 2015年                 | 2016年               | 2017年               | 2018年               | 2019年               | 2020年               | 2021年               | 2021年               | 2022年               |
| 本館  | 本館                                 | 本館                   | 本館                   | 本館                 | 本館                 | 本館                 | 本館                 | 本館                 | 本館                 | 本館                 | 本館                 |
| ----- | ------------------------------------ | ---------------------- | ---------------------- | -------------------- | -------------------- | -------------------- | -------------------- | -------------------- | -------------------- | -------------------- | -------------------- |
| １F外 | 駐車場                               | 駐車場                 | 駐車場                 | 駐車場               | 駐車場               | 駐車場               | 駐車場               | 駐車場               | 駐車場               | 駐車場               | 駐車場               |
| 1F    | エディオン                           | エディオン             | エディオン             | エディオン           | エディオン           | エディオン           | エディオン           | エディオン           | エディオン           | エディオン           | エディオン           |
| 1F    | ふとんタナカ                         | ふとんタナカ           | ふとんタナカ           | ふとんタナカ         | ふとんタナカ         | ふとんタナカ         | ふとんタナカ         | ふとんタナカ         | ふとんタナカ         | じぶんまくら home    | じぶんまくら home    |
| 1F    | ユニクロ                             |                        |                        |                      |                      |                      |                      |                      |                      |                      |                      |
| 1F    | ABCマート                            |                        |                        |                      |                      |                      |                      |                      |                      |                      |                      |
| 1F    | クレープハウス                       |                        |                        |                      |                      |                      |                      |                      |                      |                      |                      |
| 1F    | ジュエルカフェ (イオンモールへ移転） |                        |                        |                      |                      |                      |                      |                      |                      |                      |                      |
| 1F    | 宝くじチャンスセンター               | 宝くじチャンスセンター | 宝くじチャンスセンター |                      |                      |                      |                      | ボンジュール神戸     | ボンジュール神戸     | ボンジュール神戸     | ボンジュール神戸     |
| 1F    | 京都銀行ATM                          |                        |                        |                      |                      |                      |                      |                      |                      |                      |                      |
| 1F    | 京都中央信用金庫ATM                  |                        |                        |                      |                      |                      |                      |                      |                      |                      |                      |
| 2F    | 赤ちゃんホンポ                       | 赤ちゃんホンポ         | 赤ちゃんホンポ         | 赤ちゃんホンポ       | 赤ちゃんホンポ       | 赤ちゃんホンポ       | 赤ちゃんホンポ       | 赤ちゃんホンポ       | 赤ちゃんホンポ       | 赤ちゃんホンポ       | 赤ちゃんホンポ       |
| 2F    | ニトリ                               | ニトリ                 | ニトリ                 | ニトリ               | ニトリ               | ニトリ               | ニトリ               | ニトリ               | ニトリ               | スポーツオソリティ   | スポーツオソリティ   |
| 2F    | ニトリ                               | ニトリ                 | ニトリ                 | ニトリ               | ニトリ               | ニトリ               | ニトリ               | ニトリ               | ニトリ               | トレジャーハンター   |                      |
| 2F    | ニトリ                               | ニトリ                 | ニトリ                 | ニトリ               | ニトリ               | ニトリ               | ニトリ               | ニトリ               | ニトリ               | ダイソー・THREEPPY   |                      |
| 別館  |                                      |                        |                        |                      |                      |                      |                      |                      |                      |                      |                      |
| 1F外  | 駐車場（立体駐車場）                 | 駐車場（立体駐車場）   | 駐車場（立体駐車場）   | 駐車場（立体駐車場） | 駐車場（立体駐車場） | 駐車場（立体駐車場） | 駐車場（立体駐車場） | 駐車場（立体駐車場） | 駐車場（立体駐車場） | 駐車場（立体駐車場） | 駐車場（立体駐車場） |
| 2F外  | 駐車場（立体駐車場）                 | 駐車場（立体駐車場）   | 駐車場（立体駐車場）   | 駐車場（立体駐車場） | 駐車場（立体駐車場） | 駐車場（立体駐車場） | 駐車場（立体駐車場） | 駐車場（立体駐車場） | 駐車場（立体駐車場） | 駐車場（立体駐車場） | 駐車場（立体駐車場） |
| 1F    | ビバーチ                             | ビバーチ               | ビバーチ               | ビバーチ             | ビバーチ             | ビバーチ             | ビバーチ             | ゲームのアミパラ     | ゲームのアミパラ     | ゲームのアミパラ     | ゲームのアミパラ     |
| 1F    | くら寿司                             |                        |                        |                      |                      |                      |                      |                      |                      |                      |                      |

## 交通アクセス
イオンモール久御山の南東側の隣接部分に、久御山町が、公の施設として設置している「まちの駅クロスピアくみやま」が存在する。下記の路線バスは、いずれもそこから発着する。
- 近鉄京都線大久保駅より、京都京阪バス　約20分
- 京阪本線中書島駅より、京都京阪バス　約15分
- 片町線松井山手駅より、京都京阪バス　約30分

京阪本線淀駅・久御山団地方面から久御山町のってこバスも運行していたが、2015年12月31日をもって運行終了し、久御山町のってこタクシー（デマンド式、利用は登録済の久御山町民に限定）へ転換され淀駅からのアクセスはなくなった。一方で2018年春より松井山手駅からのバスの運行を開始した。
- 大阪方面より 第二京阪道路久御山南インターチェンジ降り直進方向。
- 京都市方面より 第二京阪道路伏見インターチェンジ降り直進方向。
- 大山崎ジャンクション方面より 京滋バイパス久御山インターチェンジ降り「京滋バイパス森」交差点右折。
- 瀬田東ジャンクション方面より 京滋バイパス巨椋インターチェンジ降り直進方向。

駐車場
|        | イオンモール | イオンタウン |
| ------ | ------------ | ------------ |
| 駐車場 | 3,000台      | 800台        |
| 駐輪場 | 780台        | 71台         |